# Arto Ruotanen
Arto Ruotanen, född 11 april 1961 i Pyhäjärvi i Finland, är en före detta professionell ishockeyback. Han är OS-medaljör som spelade i SM-liiga. Han spelade då för Kärpät Oulu. Ruotanen var på 1980-talet och i början av 1990-talet finska ishockeylandslagets standardback.

## Klubbar
- 1980-1986 Kärpät Oulu (Finland)
- 1986-1992 HV71 (Sverige, Elitserien)
- 1992-1993 BSC Preussen (Tyskland, 1. Bundesliga)
- 1993-1996 Rögle BK (Sverige, Elitserien och division 1)
- 1996-1997 IF Troja-Ljungby (Sverige, division 1)
- 1997-1998 Nittorps IK (Sverige, division 2)

## Tränarkarriärer
- 1998-2003 HV71, andratränare
- 2003-2006 TAIF, förstatränare

### Fotnoter
1. ↑  ”Arto Ruotanen till Rögle” (på svenska). Dagens nyheter. 29 maj 1993. http://www.dn.se/arkiv/sport/arto-ruotanen-till-rogle/. Läst 26 mars 2017.